# Welcome to Our Neighborhood
Welcome to Our Neighborhood is een documentaire gemaakt door de Amerikaanse band Slipknot gepubliceerd op 9 november 1999. In 2003 werd de documentaire uitgebracht op dvd.
Op 6 februari 2019 is de volledige video op YouTube gezet op het kanaal van de band zelf.

## Inhoud
Het is een 28 minuten durende compilatie van live beeldmateriaal, interviews, conceptuele afbeeldingen en een muziekvideo voor het nummer Spit It Out.